# Erica suffulta
Erica suffulta är en ljungväxtart som beskrevs av Wendl. och George Bentham. Erica suffulta ingår i släktet klockljungssläktet, och familjen ljungväxter. Inga underarter finns listade i Catalogue of Life.